# Comisión Federal de Electricidad
En México, la Comisión Federal de Electricidad (CFE) es una empresa pública de carácter social que provee energía eléctrica, Telecomunicaciones e Internet. Es una empresa productiva del Estado, propiedad exclusiva del gobierno federal, con personalidad jurídica y patrimonio propio. Goza de autonomía técnica, operativa y de gestión conforme a lo dispuesto en la Ley de la Electricidad desde el 1 de diciembre del 2018.
Su objetivo principal es proveer el servicio de energía eléctrica y telecomunicaciones a la población mexicana.
Actualmente opera en todo el territorio nacional con más de 93,184 trabajadores activos, de los cuales 71 mil están agremiados al Sindicato Mexicano de Electricistas. La empresa está organizada en cuatro procesos: 
- Generación.
- Transmisión.
- Distribución (en 16 Divisiones territoriales).
- Suministrador de servicios básicos (electricidad y telecomunicaciones).

La CFE provee energía eléctrica a un total de 46 millones de clientes en 2022, incorporando cada año un millón de nuevos usuarios. Llegando a un nivel de electrificación en la CFE es del 98.95% de los habitantes. 
En 2019 tuvieron lugar 1,587 obras de electrificación rural; 
en 2020, 1,528; 
mientras que en 2021 fueron 3,466 las obras de electrificación rural. 
Su parque de generación está conformado por 158 centrales de generación de distintas tecnologías: ciclo combinado, termoeléctrica, hidroeléctrica, carboeléctrica, turbogás, combustión interna, nuclear (Central Nuclear de Laguna Verde), geotérmica, eólica y solar fotovoltaica.[cita requerida]
En 2021, generó el 55.36% de la energía limpia total que se inyectó al Sistema Eléctrico Nacional. Asimismo, del total de energía que produjo CFE en el mismo período de tiempo, el 38.23% fue limpia.
Para enero de 2022, la CFE contaba con 110,347.18 kilómetros de longitud de línea de transmisión, 882,715.32 kilómetros de longitud de línea de distribución, 2,275 subestaciones de potencia y 50,808 kilómetros de longitud de la Red Nacional de Comunicaciones, cable de fibra óptica. Tiene 16 gerencias divisionales de distribución y 1,269 centros de atención a clientes.[cita requerida]

## Reforma de 2022
En octubre de 2021, el presidente Andrés Manuel López Obrador lanzó una iniciativa de reforma eléctrica con un propósito eminentemente social que tiene como objeto garantizar la seguridad energética del país, manteniendo la cadena de valor en el sector de electricidad como área estratégica a cargo del Estado, con la finalidad de ofrecer tarifas justas y por debajo de la inflación. En esta iniciativa, el 54% de la energía que requiere el país la generará la CFE y el 46%, la iniciativa privada. De esa manera, se establece un sistema sólido donde se unen fuerzas a favor de México. La transición energética se lleva a cabo de manera organizada y planificada, utilizando de manera sustentable todas las fuentes de energía de las que dispone la nación. La reforma promueve procesos legales y justos para que las empresas no sean subsidiadas a costa de los mexicanos. 
Después de un largo proceso legislativo, que incluyó la realización de un parlamento abierto en la Cámara de Diputados de 26 foros con expertos en la materia de diversas posturas, el 17 de abril se votó la iniciativa de reforma constitucional en materia eléctrica en el pleno. Con los votos de los grupos parlamentarios del PAN, PRI, PRD y MC se desechó la reforma, que necesitaba de una mayoría calificada, dos terceras partes, para poder ser aprobada. Los resultados fueron los siguientes: 275 votos a favor, 223 en contra y una ausencia. Llamó la atención que la mayoría de los legisladores votaron en sintonía con su grupo parlamentario, a excepción de un diputado del PRI que votó a favor y de dos diputados del PVEM que votaron en contra. De esta forma concluyó un proceso legislativo de más de seis meses.

## Historia

### Fundación
En 1937 México tenía 18.3 millones de habitantes, de los cuales únicamente siete millones contaban con electricidad, proporcionada con serias dificultades por tres empresas privadas. Estas empresas eran The Mexican Light and Power Company, de origen canadiense, que operaba en el centro del país; el consorcio The American and Foreign Power Company, en el norte, y la Compañía Eléctrica de Chapala, en el occidente.
Las tres compañías eléctricas tenían las concesiones e instalaciones de la mayor parte de las pequeñas plantas que sólo funcionaban en sus regiones. En ese momento las interrupciones de luz eran constantes y las tarifas muy elevadas.
Para resolver esa situación, que no permitía el desarrollo del país, el gobierno federal creó el 14 de agosto de 1937 la Comisión Federal de Electricidad, que tendría por objeto organizar y dirigir un sistema nacional de generación, transmisión y distribución de energía eléctrica, basado en principios técnicos y económicos, sin propósitos de lucro y con la finalidad de obtener con un costo mínimo, el mayor rendimiento posible en beneficio de los intereses generales. (Ley promulgada en la Ciudad de Mérida, Yucatán el 14 de agosto de 1937 y publicada en el Diario Oficial de la Federación el 24 de agosto de 1937.)
El 27 de septiembre de 1960, el presidente Adolfo López Mateos nacionalizó la industria eléctrica, a fin de aumentar el nivel de electrificación, ya que en ese año era del 44%.
A inicios de 2000 se tenía ya una capacidad instalada de generación de 35,385 MW, cobertura del servicio eléctrico del 94.70% a nivel nacional, una red de transmisión y distribución de 614,653 km, lo que equivale a más de 15 vueltas completas a la Tierra y más de 18.6 millones de usuarios, incorporando casi un millón cada año.
A partir de octubre de 2009, la CFE es la encargada de brindar el servicio eléctrico en todo el país.
En 2013 se promulgó la reforma energética y en el 2016 se dividió a la CFE en 9 Empresas Subsidiarias y 4 Filiales que iniciaron las subastas en el Mercado Eléctrico Mayorista, adicionalmente la Subdirección del Centro Nacional de Control de Energía (CENACE) pasó a ser un Organismo Público descentralizado sectorizado a la Seceretaría de Energía y quedó a cargo de la operación y planeación del Sistema Eléctrico Nacional y de la Administración del Mercado Eléctrico Mayorista.

### Retos de la CFE
La Comisión Federal de Electricidad ha superado retos y aprovechado oportunidades a lo largo de sus más de 80 años de existencia. Desde su creación ha sido el organismo que le ha permitido al Estado Mexicano satisfacer el constante crecimiento de la demanda de energía eléctrica, el cual ha acompañado el desarrollo de la población y el proceso de industrialización del país, constituyéndose así en un instrumento fundamental para el desarrollo nacional. 
- Fortalecimiento de la estructura organizacional y financiera.
- Disminución de las pérdidas técnicas y no técnicas.
- Asignación de recursos para la ampliación y modernización de la Red Nacional de Transmisión.
- Necesidad de alta eficiencia para competir en el Mercado Eléctrico Mayorista.
- Migración de clientes y evolución de los subsidios.
- Impacto de nuevas tecnologías y mayores eficiencias en el consumo.
- Impulsar la eficiencia energética.
- Optimizar y aprovechar la infraestructura y recursos disponibles para ofertar nuevos productos y servicios.
- Planear en un contexto de incertidumbre económica nacional y mundial.

### Eventos relevantes
- Control de la zona centro.
- Temporada de Huracanes.
- Colaboración con el Sistema de Transporte Colectivo Metro.
- Nevada en Texas que derivó en apagón y suministro de gas natural a México.[7]
- Reunión Nacional de Atención a Emergencias (RNAE2021).
- Colaboración en el proyecto del Tren Maya.
- Programa de la iniciativa Internet para Todos.
- Participación en el proyecto de la Central Fotovoltaica para la Central de Abasto de la CDMX.[8]
- Celebración de los 30 años de la Central Nucleoeléctrica Laguna Verde con renovación de su licencia de operación por 30 años más, así como los 70 años de LAPEM (Laboratorio de Pruebas de Equipos y Materiales).
- Proyecto de electrificación en la sierra de Zongolica, en el estado de Veracruz, siendo pionera en incorporar la perspectiva de género en el desarrollo del proyecto dentro de la comunidad.[9]
- Inauguración de unidades de generación para satisfacer la demanda de energía en la península de Baja California Sur.

### Delimitación de zonas
En 1985, se firmó un convenio de delimitación de zonas con la extinta compañía de Luz y Fuerza del Centro, según el cual las zonas de Michoacán y Guerrero comenzaron a ser administradas por la comisión. La influencia de LyFC se redujo en más del 50 por ciento de su extensión original.

### Extinción de LyFC
El 11 de octubre de 2009, la Secretaría de Energía anunció que la Comisión Federal de Electricidad se encargaría del suministro eléctrico que proporcionaba la extinta LyFC. Por su parte, la CFE aseguró que el servicio de energía eléctrica en los estados de Hidalgo, Puebla, Morelos, estado de México y la Ciudad de México estaría plenamente garantizado, al crearse tres nuevas divisiones: Valle de México sur, centro y norte.

## Planificación estratégica
Misión 
Suministrar insumos y bienes energéticos requeridos para el desarrollo productivo y social del país de forma eficiente, sustentable, económica e incluyente, mediante una política que priorice la seguridad y la soberanía energética nacional y fortalezca el servicio público de electricidad. 
Visión 
Consolidarse como la empresa de energía líder en México, con solvencia técnica y financiera, que procura el fortalecimiento de su capital humano y garantiza el servicio de energía eléctrica con calidad y sentido social a sus clientes en todos los segmentos del mercado, para contribuir al desarrollo sustentable del país, generando valor económico y rentabilidad al Estado Mexicano.
Objetivos 
La empresa está organizada en cuatro procesos: 
- generación,
- transmisión,
- distribución (en 16 Divisiones territoriales) y
- suministrador de servicios básicos 
  - de electricidad y
  - de telecomunicaciones.

1. Incrementar la productividad de la CFE para generar valor económico y rentabilidad al Estado Mexicano, privilegiando la seguridad del suministro eléctrico.
  1. Incrementar la eficiencia y la productividad de los procesos, con criterios de austeridad
  2. Ampliación, modernización y eficiencia en operación y mantenimiento de la Red Nacional de Transmisión y las Redes Generales de Distribución
    1. Satisfacer la demanda de energía eléctrica
    2. Satisfacer la reducción de los costos del suministro eléctrico
    3. Satisfacer la conservación y mejora de la confiabilidad del Sistema Eléctrico Nacional, a la vez que se cumpla con la protección ambiental

  3. Crecimiento, modernización y desarrollo de su red inteligente
  4. Mejorar la gestión de su cobranza
2. Mantener la participación mayoritaria de la empresa en la generación de energía eléctrica a nivel nacional
  1. Fortalecer la capacidad de generación de la CFE
3. Contribuir al desarrollo sustentable y a reducir la emisión de Gases de efecto invernadero
  1. Reducir la intensidad de emisiones de 2
  2. Modernizar y diversificar sus procesos de generación a través de tecnologías sustentables, privilegiando la confiabilidad del Sistema Eléctrico Nacional
4. Incrementar y diversificar los ingresos de la CFE mediante el desarrollo de nuevos negocios
  1. Desarrollar nuevas actividades económicas y sociales que permitan aprovechar la infraestructura disponible
5. Abatir los daños financieros, comerciales y operativos a la CFE, derivados de asimetrías en la Regulación
  1. Implementar una gestión regulatoria que promueva condiciones de equidad para los participantes del Mercado Eléctrico Mayorista
6. Fortalecer el control interno de los procesos, mediante la gestión integral de riesgos, combate a la corrupción y gestión institucional, procurando el desarrollo del capital humano
  1. Actualizar el Sistema de Control Interno de la CFE
  2. Fortalecer la Gestión Institucional
  3. Consolidar la Transformación Digital
  4. Combatir la corrupción
  5. Consolidar las adquisiciones a nivel corporativo
  6. Desarrollar el capital humano
7. Mejorar la satisfacción de los usuarios y la imagen de la empresa ante la sociedad
  1. Mejorar los procesos de atención y servicio al cliente, incrementando la cobertura y la relación costo / beneficio
  2. Acercamiento con las comunidades
8. Mejorar la rentabilidad financiera de la CFE y su flujo de efectivo, garantizando la disponibilidad de recursos de operación e inversión
  1. Implementar el Fideicomiso Maestro de Inversión como vehículo de financiamiento
  2. Operar vehículos financieros para administrar inversiones fuera de balance presupuestal
  3. Integración y Comunicación del Presupuesto Anual
  4. Eficiencia en el uso de los recursos líquidos a través del esquema de tesorería centralizada
  5. Fortalecer el Perfil Financiero de la CFE.
  6. Mitigar los Riesgos Financieros
  7. Modernizar los Sistemas Informáticos para la Gestión de Recursos
  8. Analizar y dar seguimiento a la rentabilidad por empresa
  9. Reducir los costos generales y agregar valor a la empresa con mecanismos alternativos para financiar el riesgo y generar reservas fondeadas
  10. Índices de responsabilidad ambiental, social y de gobernanza (Criterios Ambientales Sociales y de Gobernanza)

## CFE Telecomunicaciones e Internet para todos
CFE Telecomunicaciones e Internet para todos abreviado como CFE TEIT es un operador móvil virtual perteneciente al Gobierno de México, creada con el propósito de llevar los servicios de telecomunicaciones a las zonas donde no hay acceso a estos servicios como la telefonía móvil o internet fijo, por este motivo no espera competir con los servicios tradicionales como Telcel o AT&T México. 
Trabaja bajo la red de Altan para poder proveer telefonía e internet en el territorio mexicano. CFE pretendía en 2022 extender la red a sitios donde las empresas tradicionales no llegan, instalando sus propias antenas bajo la banda 700 (misma banda de Altan).
CFE presentó la iniciativa de Internet para Todos en 2022, mediante la cual instaló más de 8 mil puntos de acceso gratuito a internet beneficiando a más de 4 mil comunidades.

## Directores generales
| Director general                   | Periodo                                         | Presidente(s)                                  |
| ---------------------------------- | ----------------------------------------------- | ---------------------------------------------- |
| Carlos Ramírez Ulloa               | 14 de agosto de 1937-30 de noviembre de 1946    | Lázaro Cárdenas y Manuel Ávila Camacho         |
| Alejandro Páez Urquidi             | 1 de diciembre de 1946-30 de noviembre de 1952  | Miguel Alemán Valdés                           |
| Carlos Ramírez Ulloa               | 1 de diciembre de 1952-30 de noviembre de 1958  | Adolfo Ruiz Cortines                           |
| Manuel Moreno Torres               | 1 de diciembre de 1958-30 de noviembre de 1964  | Adolfo López Mateos                            |
| Guillermo Martínez Domínguez       | 1 de diciembre de 1964-30 de noviembre de 1970  | Gustavo Díaz Ordaz                             |
| Guillermo Villarreal Caravantes    | 1 de diciembre de 1970-18 de febrero de 1972    | Luis Echeverría Álvarez                        |
| José López Portillo                | 18 de febrero de 1972-29 de mayo de 1973        | Luis Echeverría Álvarez                        |
| Arsenio Farell Cubillas            | 29 de mayo de 1973-30 de noviembre de 1976      | Luis Echeverría Álvarez                        |
| Hugo Cervantes del Río             | 1 de diciembre de 1976-30 de marzo de 1980      | José López Portillo                            |
| Alberto Escofet Artigas            | 30 de marzo de 1980-30 de noviembre de 1982     | José López Portillo                            |
| Fernando Hiriart Balderrama        | 1 de diciembre de 1982-3 de marzo de 1988       | Miguel de la Madrid                            |
| Joaquín Carrión Hernández          | 3 de marzo de 1988-30 de noviembre de 1988      | Miguel de la Madrid                            |
| Guillermo Guerrero Villalobos      | 1 de diciembre de 1988-30 de noviembre de 1994  | Carlos Salinas de Gortari                      |
| Rogelio Gasca Neri                 | 1 de diciembre de 1994-19 de enero de 1999      | Ernesto Zedillo                                |
| Alfredo Elías Ayub                 | 19 de enero de 1999-24 de marzo de 2011         | Ernesto Zedillo, Vicente Fox y Felipe Calderón |
| Antonio Vivanco Casamadrid         | 24 de marzo de 2011-30 de mayo de 2012          | Felipe Calderón                                |
| Jaime González Aguadé              | 30 de mayo de 2012-30 de noviembre de 2012      | Felipe Calderón                                |
| Francisco Rojas Gutiérrez          | 1 de diciembre de 2012-4 de febrero de 2014     | Enrique Peña Nieto                             |
| Enrique Ochoa Reza                 | 4 de febrero de 2014-8 de julio de 2016         | Enrique Peña Nieto                             |
| Jaime Francisco Hernández Martínez | 8 de julio de 2016-30 de noviembre de 2018      | Enrique Peña Nieto                             |
| Manuel Bartlett Díaz               | 1 de diciembre de 2018-30 de septiembre de 2024 | Andrés Manuel López Obrador                    |
| Emilia Esther Calleja Alor         | Desde el 1 de octubre de 2024                   | Claudia Sheinbaum                              |